# Sanae Takaichi
Sanae Takaichi (高市 早苗, Takaichi Sanae, nació el 7 de marzo de 1961) es una política japonesa que se desempeñó como Ministra de Estado de Seguridad Económica entre 2022 y 2024. Miembro del Partido Liberal Democrático (PLD), ha sido miembro de la Cámara de Representantes desde 2005 y también ocupó varios cargos ministeriales durante el mandato del primer ministro Shinzo Abe. En 2021, se presentó como candidata a la presidencia del PLD, pero fue eliminada antes de la segunda vuelta, quedando en tercer lugar. Takaichi se presentó por segunda vez a la presidencia del PLD en 2024, donde obtuvo el primer puesto en la primera vuelta, pero perdió por un estrecho margen en la segunda vuelta contra Shigeru Ishiba.
Se ha descrito que Takaichi tiene una "reputación política como conservadora firme" y ha sido una aliada cercana del ex primer ministro Abe.

## Carrera
Nació en la ciudad de Nara, y se graduó en Nara Prefectural Unebi Senior High School en su educación secundaria. Más tarde se licenció en Administración de Empresas de Universidad de Kobe en 1984.
Se graduó en el Instituto Matsushita de Gobierno y Administración. En 1987, se mudó a los Estados Unidos para trabajar con el partido demócrata como representante de EE. UU. de Patricia Schroeder en el congreso de los Estados Unidos. Cuándo Takaichi regresó a Japón hacia 1989, obtuvo la atención de los medios de comunicación por ser una analista legislativo con experiencia en el Congreso de EE. UU. y por escribir libros basados en su experiencia. En 1992 creó el Consorcio Kansai Hi-Vision y fue su primera presidenta.

## Ascenso político
En 1993, Takaichi fue candidata independiente para la Cámara de Representantes de Japón, por la Prefectura del distrito de Nara, ganando por mayoría de votos. Se unió al grupo de los liberales del Partido Democrático Liberal (LDP), dirigido por Koji Kakizawa, que se convirtió en parte del Partido de Frontera Nuevo.

## Cargos gubernamentales bajo Abe I (2006-2007)
Takaichi fue Ministra para Okinawa y Asuntos de los Territorios del norte, Ministra de Ciencia y Política de Tecnología, Ministra de Innovación, Ministra de Asuntos de Juventud e Igualdad de Género y Ministra de Seguridad Alimentaria en el Gabinete japonés de Primer ministro Shinzō Abe.

## Cargos gubernamentales bajo Abe II (2014-)
En septiembre de 2014, Takaichi fue nombrada Ministra de Comunicaciones y Asuntos Internos para reemplazar Yoshitaka Shindō.

## Controversias
Apenas fue nombrada ministra, resurgieron un par de historias embarazosas en la prensa internacional:
- Una foto junto a Kazunari Yamada, el dirigente de Japón Neo-partido Nazi, delante de bandera nacional japonesa (el dirigente del LDP Tomomi Inada también había aparecido en fotos similares). Negó cualquier relación con él y dijo que no habría aceptado hacerse la foto de haber sabido que Yamada estaba al fondo.[5]
- En 1994 fue vista promoviendo un libro polémico que alaba los talentos electorales de Adolf Hitler.[6]